# Turma da Mônica: o Maior Gibi do Mundo
Turma da Mônica - O Maior Gibi do Mundo (ISBN 978-85-426-1267-7) é uma revista em quadrinhos publicada em 2018 pela Panini Comics e pela Mauricio de Sousa Produções com o objetivo de entrar para o Guinness World Records como o maior gibi do mundo.
Lançado durante a Bienal do Livro de São Paulo com a presença de Mauricio de Sousa, criador da Turma da Mônica, a revista tinha 99,8 cm de altura por 69,9 cm de largura e contava com seis HQs e uma tira cômica distribuídos por 16 páginas. A revista teve tiragem de 120 exemplares, dos quais 100 foram comercializados com o preço de R$ 1.000,00 (o valor arrecadado foi doado para instituições de caridade). Pelas regras, era obrigatório que a revista tivesse ao menos 72 quadrinhos, que fosse uma réplica escalonada de histórias já existentes e que tivesse uma área maior que 5.758,28 cm² (tamanho da revista publicada pelo recordista anterior).
Durante a Bienal, em 5 de agosto de 2018, a revista foi auditada por duas juízas oficiais do Guinness World Records e um arquiteto, que validaram o recorde, que será publicado na edição impressa de 2020 do Guinness.
A revista ganhou, em 2019, o 31º Troféu HQ Mix na categoria "grande contribuição".